# Selle français
Pour les articles homonymes, voir SF.
Vous lisez un « bon article » labellisé en 2012.
Le selle français (SF) est un registre généalogique (stud-book) de chevaux de sport français, sélectionnés pour le saut d'obstacles. Il est issu de la fusion de toutes les races dites de « demi-sang » en 1958. Sans standard fixe, ce cheval ne répond plus à la notion de race. Il est caractérisé par une grande taille, un modèle harmonieux et robuste, de la force et du sang. Le selle français est élevé sur l'ensemble du territoire français et dans de nombreux pays, notamment grâce à l'utilisation de l'insémination artificielle. Sa sélection est gérée par l'Association nationale du selle français (ANSF), qui assure sa promotion et son amélioration génétique.
Le selle français est un cheval polyvalent, qui permet la pratique de nombreuses disciplines en compétition comme en loisir. Élevé et sélectionné pour le saut d'obstacles, il peut aussi briller en concours complet de haut niveau sur la scène internationale. Au cours de ces dernières décennies, des chevaux comme Galoubet A, Flambeau C, Jappeloup, Quito de Baussy, Rochet Rouge, Espoir de la Mare, Galan de Sauvagère, Expo du Moulin, Kraque Boom, Myrtille Paulois et Atout d'Isigny, parmi de très nombreux autres, ont apporté de la notoriété à ce registre généalogique.

## Histoire
Le SF a la particularité d'être extrêmement composite puisqu'il est le résultat de très nombreux croisements, principalement issus des différentes races de « demi-sang » françaises et du Pur-sang. Son statut officiel n'a été défini qu'en 1958, lors de la fusion de toutes les races dites de « demi-sang » en une seule : le selle français.

### Origines

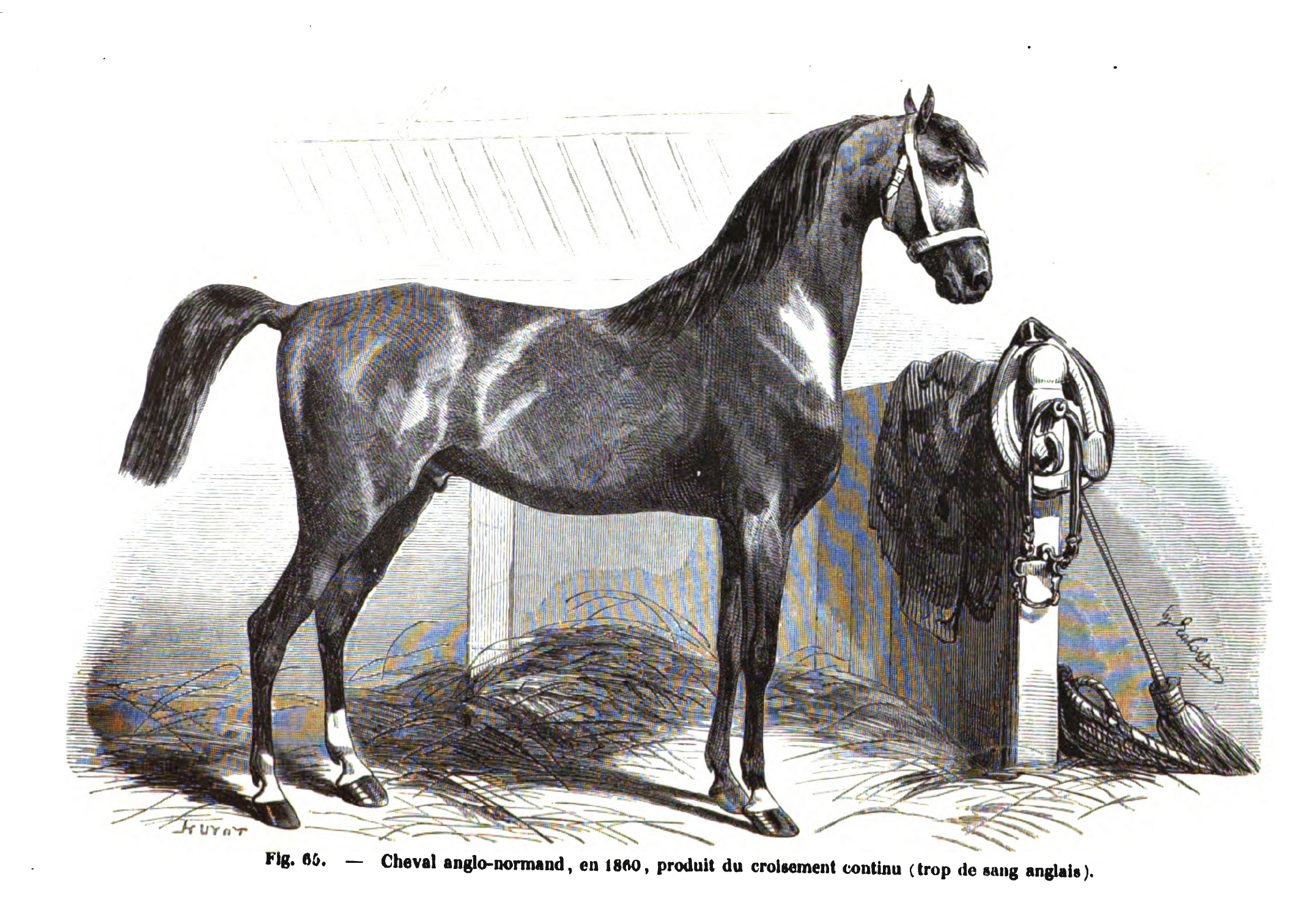
L'Anglo-normand est l'une des races demi-sang souches du selle français.

Les origines du selle français sont liées à celles des chevaux autochtones français. En Normandie, au XIXe siècle, les juments autochtones sont croisées avec des étalons anglais Pur-sang et trotteur Norfolk,. Ce type de croisement, à savoir entre une jument autochtone, à orientation carrossière ou militaire, et un étalon Pur-sang est reconnu en 1914 sous le nom de « demi-sang ». On retrouve des chevaux demi-sang dans de nombreuses régions françaises, régions dont ils tirent généralement leur nom.
On considère néanmoins les trois races souches du selle français comme étant l'Anglo-normand (autour de Caen), le demi-sang du Centre (autour de Cluny) et le Vendéen (autour de La Roche-sur-Yon).

### Fusion des demi-sangs français

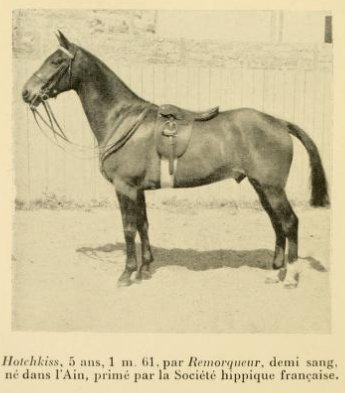
Cheval demi-sang né dans l'Ain.

C'est en 1958 qu'il est décidé de fusionner l'ensemble des races dites « demi-sang » sous le nom de « selle français », à savoir l'Angevin (un demi-sang de la région d'Angers), l'Anglo-normand, le Charentais (demi-sang de la région des Charentes), le Charolais (dans la région de Charolles), le cheval de la Dombes, le demi-sang du Centre et le Vendéen. Cette fusion répond au besoin moderne de la création d'un cheval de sport dans une société qui se veut tournée vers le loisir et les disciplines sportives.
Les premiers sujets selle français sont peu homogènes mais offrent une grande diversité génétique qui est par la suite complétée par des croisements avec des chevaux Pur-sang, Anglo-arabe et trotteur français. Les origines normandes sont cependant les plus représentées, les étalons Anglo-normands ayant sailli sur l'ensemble du territoire français.

### Après le milieu duXXesiècle
Avec la création du registre généalogique (stud-book), le selle français fait l'objet d'une sélection uniquement orientée vers le sport. Depuis les années 1950-1960 jusqu'à nos jours, le selle français est présent sur la scène sportive internationale avec succès,. Dans les années 1970, le SF a la réputation d'être un grand cheval peu élégant avec un profil busqué, et trottant mal. Il existe de grandes divergences entre les chevaux, ceux provenant des Anglo-normands étant généralement plus massifs que les autres. Dans les années 1980, l'INRA et les Haras nationaux mettent en place le BLUP, un indice génétique pour estimer la valeur des chevaux de sport français. Cette tutelle des organismes publics suscite certaines critiques d'éleveurs, mais elle permet de moderniser l'élevage, avec notamment l'introduction de l'insémination artificielle. Le registre généalogique (stud-book) SF limite longtemps les croisements avec quatre races : Pur-sang, arabe, Anglo-arabe et trotteur français. Depuis, la race s'est homogénéisée et affinée pour devenir un cheval de sport alliant force et sang. Depuis les années 1990, les organismes publics français se sont progressivement désengagés de la gestion du SF. En avril 2002, un transfert de compétences s'opère entre les Haras nationaux et l'Association nationale du selle français, qui est depuis le seul organisme habilité à gérer la race.

### Crise identitaire

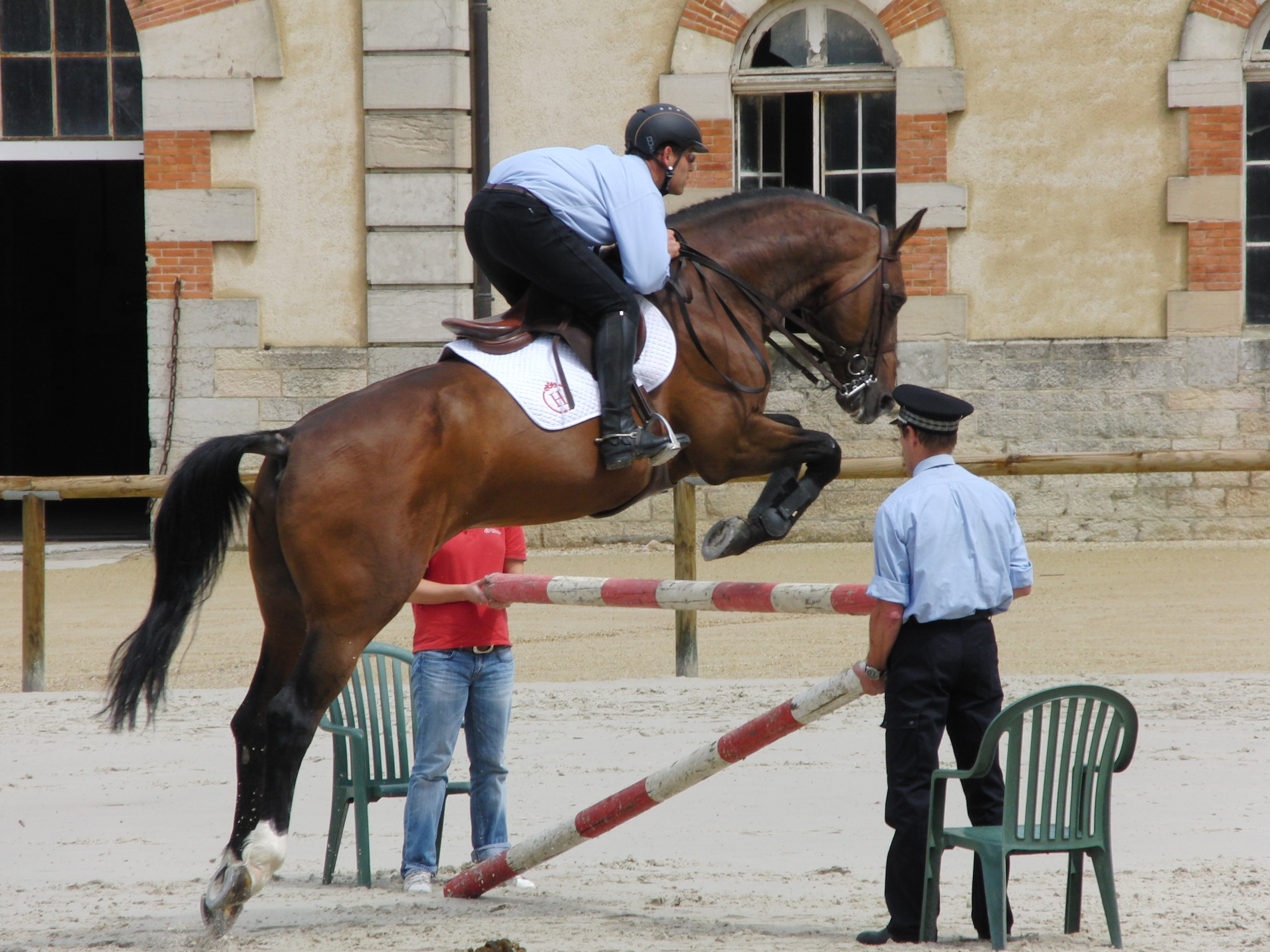
Présentation d'un étalon selle français au haras national de Cluny.

En 2003, le registre généalogique (stud-book) SF est divisé en deux parties : la section A pour les chevaux selle français « purs », issus de deux parents selle français, et la section B pour les chevaux selle français de croisement, nés d'un seul parent selle français,. Cette distinction est abandonnée le 1er janvier 2009 pour mieux répondre aux critères du classement de la WBFSH, les deux sections sont refondues dans le seul registre généalogique (stud-book) selle français, permettant à des chevaux sans origines génétiques SF de se voir apposer la « marque » SF. L'ouverture du registre généalogique (stud-book) aux courants de sang étrangers transforme le modèle, favorisant des têtes plus élégantes et des encolures mieux attachées. Cela provoque aussi la disparition d'anciennes spécificités de la race, et fait donc disparaître la définition même de race pour le selle français, au profit de celle de « marque made in France ».
Le registre généalogique (stud-book) SF traverse une crise identitaire depuis cette ouverture aux chevaux étrangers, notamment en ce qui concerne le risque de perdre les spécificités (mental...) propres aux chevaux génétiquement SF,. La volonté de l'Association nationale du selle français est de répondre à la demande du marché en chevaux de saut d'obstacles, mais plusieurs éleveurs s'opposent à cette orientation. Certains d'entre eux se sont séparés du registre généalogique (stud-book) SF pour recréer celui de l'Anglo-normand. En 2013, un label « selle français originel » est créé pour répondre au désir de protéger les lignées purement françaises. Les éleveurs de SF rencontrent d'autres difficultés dans leur activité depuis la disparition des primes d'état et la crise économique, mais ils parviennent à vendre environ 70 % de leur production à l'étranger.

## Description
Le selle français n'est plus considéré comme une race depuis l'ouverture de son registre généalogique (stud-book) aux chevaux d'origines non-françaises, et l'inclusion de chevaux sans origines génétiques SF à ce registre généalogique SF. Il s'agit plutôt d'une « marque » de chevaux de sport,.

### Morphologie

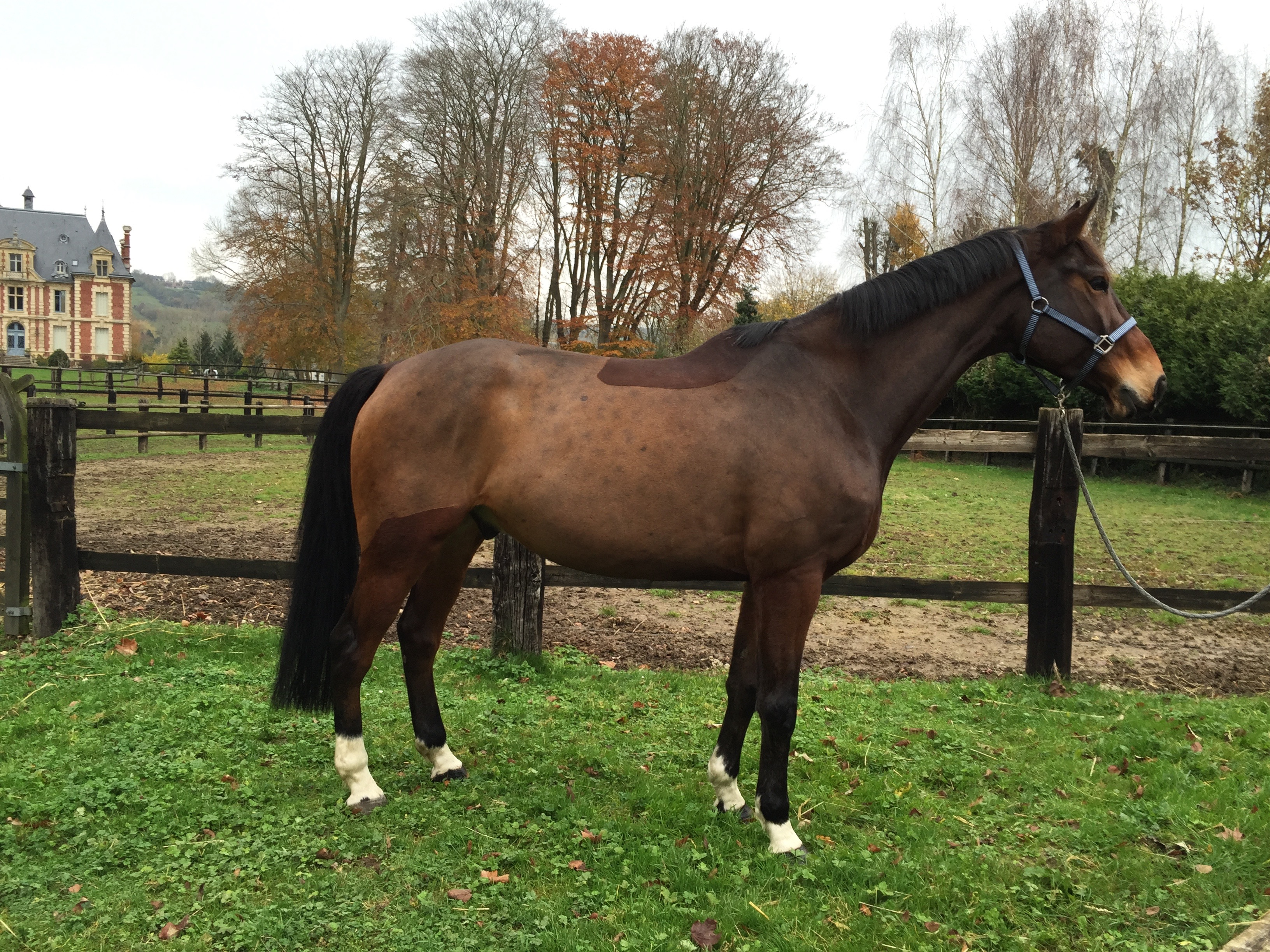
Selle français au modèle.

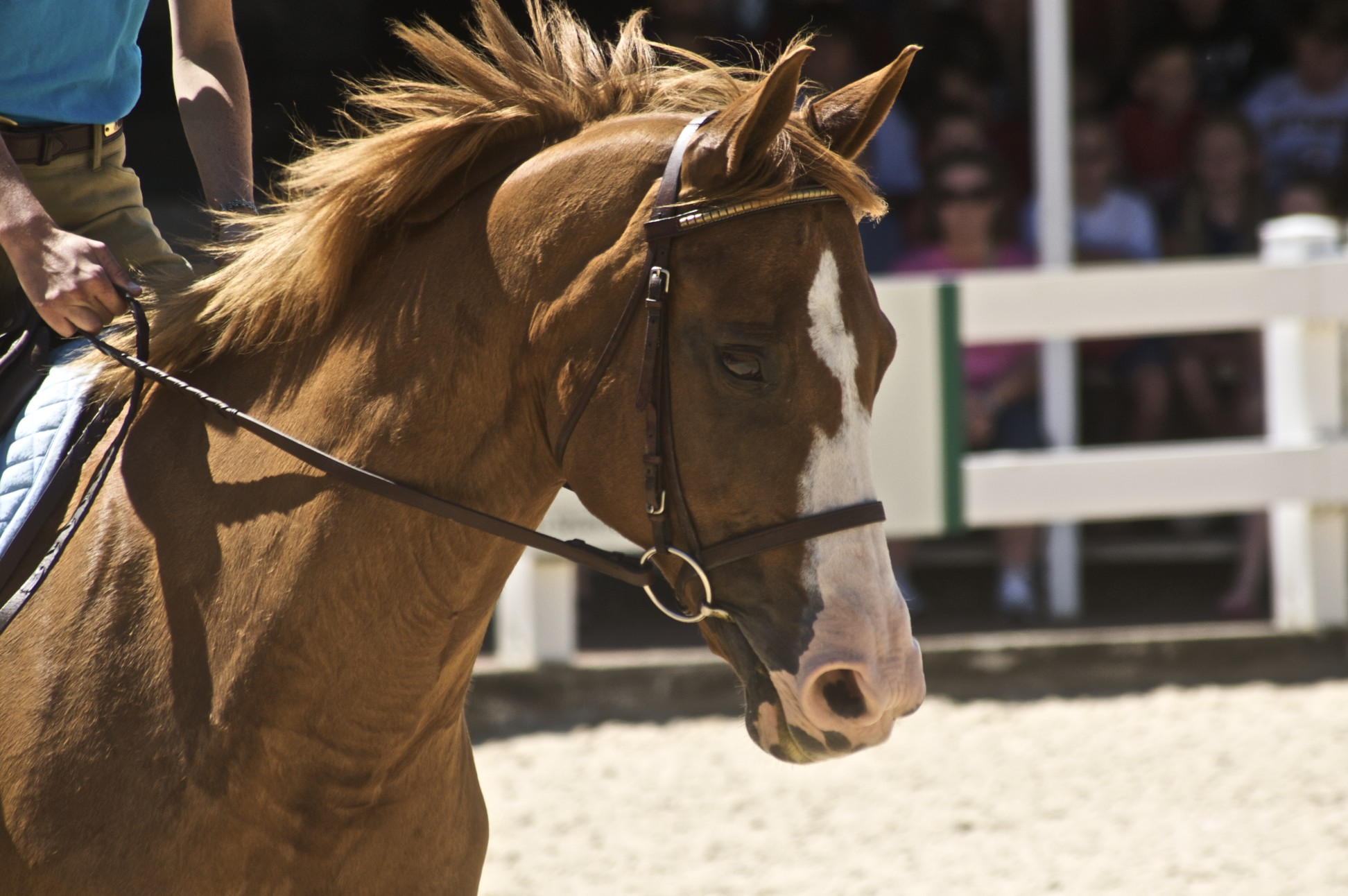
Tête d'un selle français. L'influence du Pur Sang est perceptible de par la finesse des traits et l'apparition du réseau veineux sous la peau.

En raison de la grande diversité de ses origines, le selle français ne possède pas de standard,. Il peut être de toute taille, avec un large éventail allant de 1,55 m à 1,80 m, mais il est généralement de grande taille. L'IFCE annonce une moyenne entre 1,65 m et 1,70 m, du fait de son orientation sportive ; le dictionnaire Belin annonce une moyenne de 1,78 m. C'est un cheval athlétique et doté d'un modèle équilibré, harmonieux et puissant,,. De grands traits morphologiques peuvent néanmoins être remarqués. La tête est douce avec un profil rectiligne ou convexe et aux ganaches prononcées,. Le front est large. Les oreilles sont longues et les yeux bien enfoncés,. L'encolure est forte et bien attachée au garrot qui, lui, est plutôt long et saillant. Le dos est droit et la croupe est allongée, musclée et légèrement oblique ; la puissance de l'arrière-main étant un excellent atout pour le saut d'obstacles. Le thorax est long et profond, et l'épaule est longue et bien inclinée,. Les membres sont solides et musclés alors que les articulations sont larges et sèches,. Le pied est solide et dur.

### Robe
Le selle français présente généralement une robe baie (la plus fréquente) ou alezane,, cette dernière étant l'héritage de ses origines Anglo-normandes. Les chevaux de robe baie se vendent généralement plus facilement que les alezans, bien qu'il n'existe aucune relation connue entre couleur de robe et performances. Le bai-brun est également bien représenté,, avec environ 14 % de chevaux SF portant cette robe. La robe grise est beaucoup plus rare,, et trouve son origine dans des croisements avec le Pur-sang, l'Anglo-arabe, ou des races étrangères. Les marques blanches, comme les balzanes, sont également assez fréquentes chez la race, et héritées ici encore des souches normandes. Contrairement à une erreur répandue, certains gènes de couleur existent chez le SF, notamment le gène Crème présent chez une trentaine de sujets inscrits au registre généalogique, et les robes pie. Certains éleveurs tentent de développer ces lignées,. Par contre, le gène de la robe blanche a été perdu pour le SF, en raison de la castration de Habiblanc d'Auvers, seul SF blanc connu.

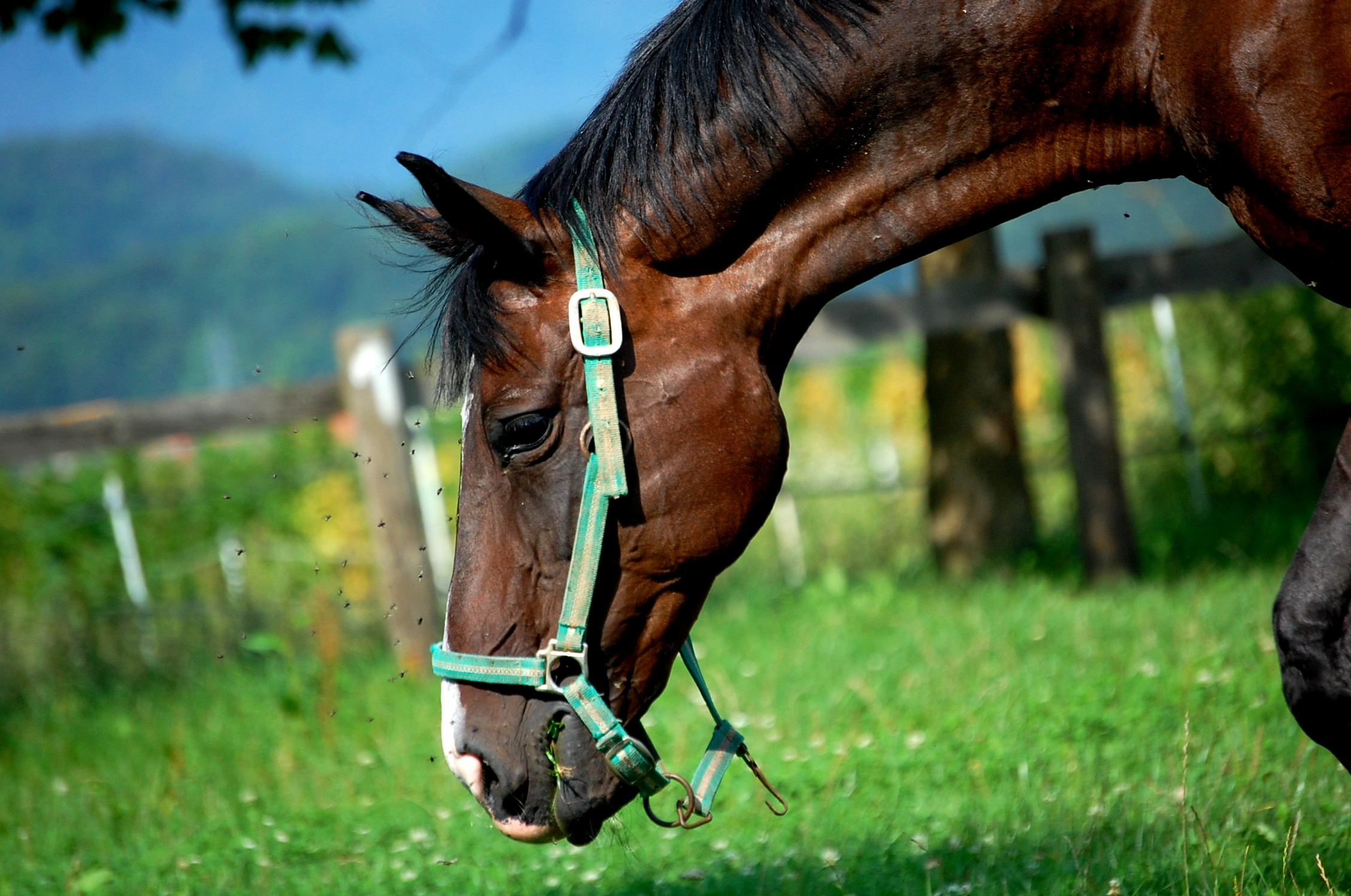
Tête d'un selle français bai.
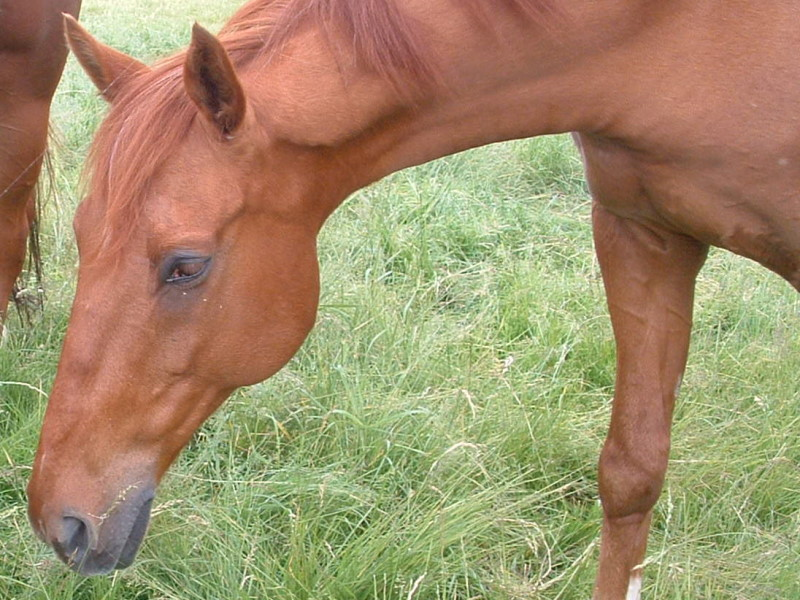
L'alezan est également très courant.
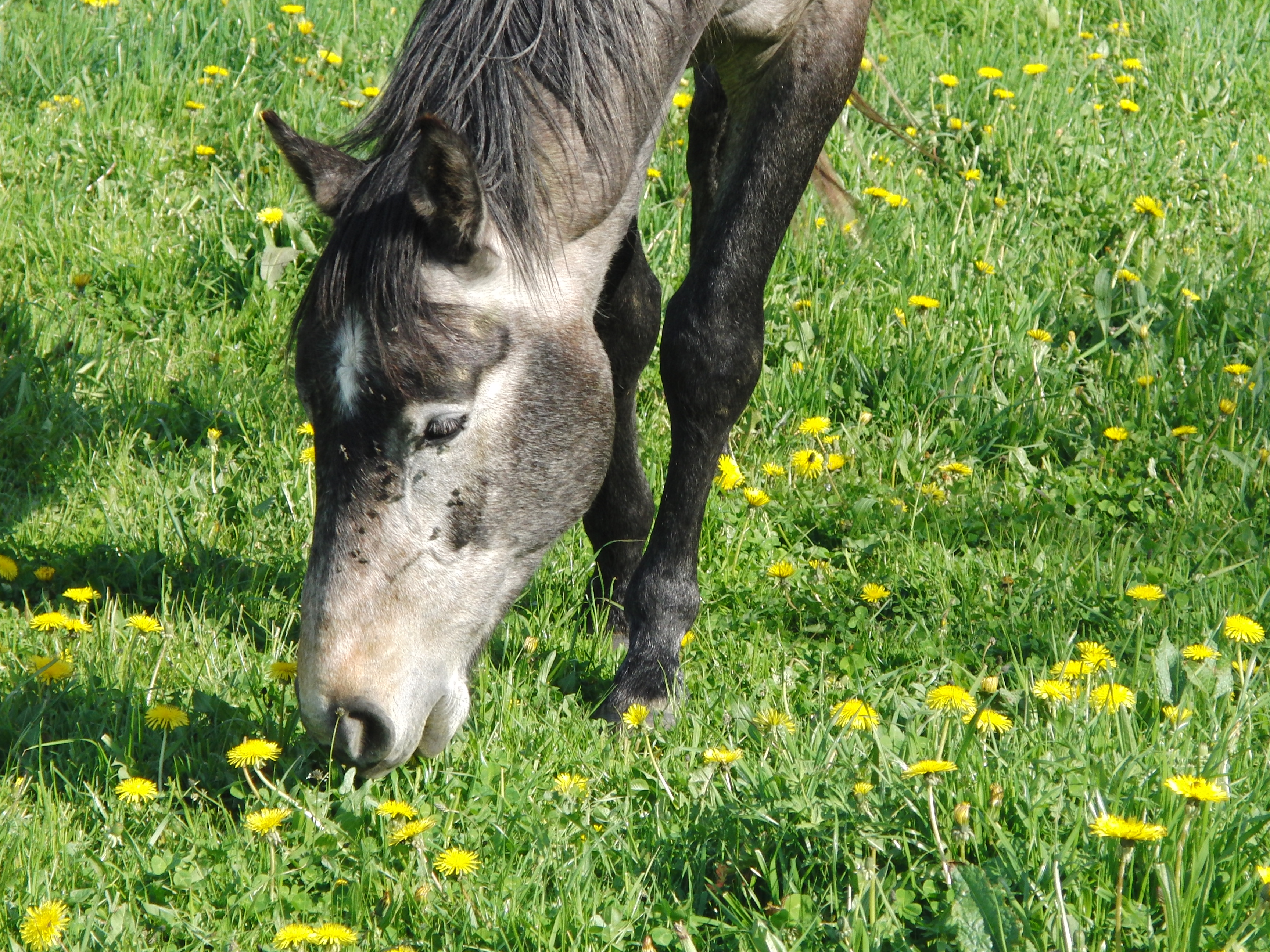
Le gris est rare et provient, sur ce cheval, de son père Anglo-arabe.

### Tempérament

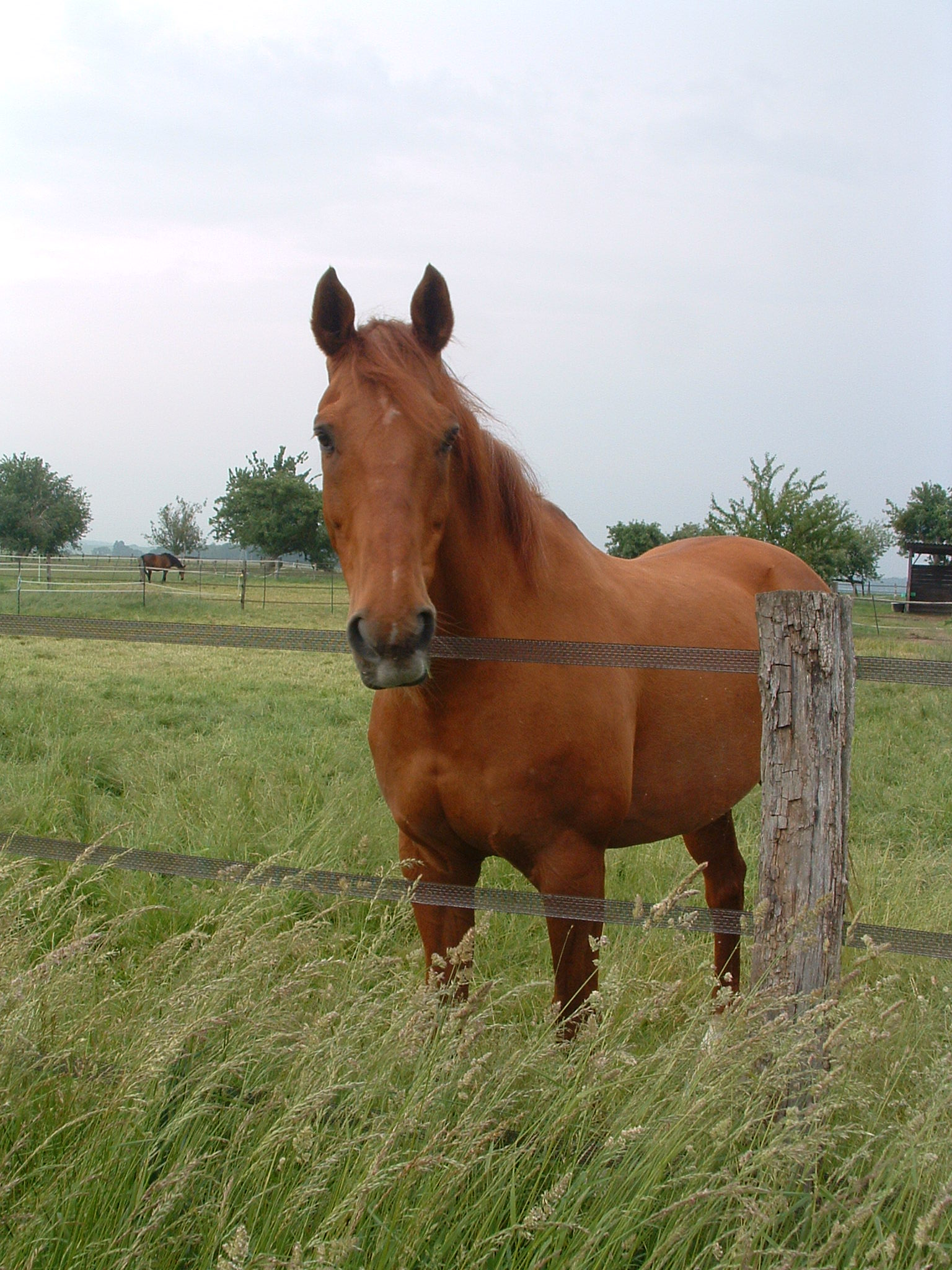
Hongre selle français dans son pré.

Le tempérament du selle français est très variable d'un cheval à l'autre. Cette caractéristique est liée à la sélection des reproducteurs depuis la création de la race. Le selle français, contrairement aux chevaux américains, n'a été sélectionné que sur son modèle et sur ses qualités sportives. Ces dernières années, une démarche sur la qualité du mental a été entreprise par l'ANSF et les éleveurs afin d'orienter la sélection dans l'élevage. Ce mental délicat ne se limite cependant qu'à certaines lignées. La grande majorité des chevaux selle français est dotée d'un bon tempérament,. Tranquille mais énergique, c'est un cheval patient, gentil et proche de l'homme. Il est intelligent et naturellement doté d'une bonne capacité d'apprentissage.

### Sélection

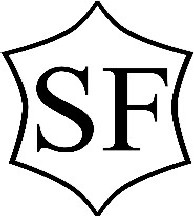
Marque au fer du selle français.

Les autorisations de croisement mettent le selle français en harmonie avec les directives européennes, et ont permis de faire baisser la consanguinité du SF de 4 % à 1,5 %. Le registre généalogique (stud-book) du cheval de selle français détermine ainsi que pour produire dans la race, il faut que les deux parents soient selle français ou que l'un soit selle français et l'autre « facteur de selle français ». Les mâles doivent suivre le cycle de sélection des candidats étalons pour pouvoir reproduire en selle français. Ils doivent passer devant une commission d’approbation qui exige des critères spécifiques en fonction de l'âge, de la race et de la nationalité des sujets. Les critères de qualification sont basées sur le modèle, les allures, les performances et les indices (ISO, BLUP).
Les juments facteur de selle français ont plusieurs origines. Les juments Pur-sang, AQPS, Anglo-arabe pur ou de croisement, et trotteur français, sont considérées comme facteur de selle français. Les juments portant l'appellation cheval de selle, issues du croisement de deux reproducteurs facteurs de selle français, entrent également dans cette catégorie. Les juments appartenant à une race étrangère de chevaux de selle reconnue par l’Union européenne sont aussi considérées comme facteur de selle français. Les juments arabe, demi-sang arabe, cheval de selle ou origines constatées ayant obtenu un indice individuel en compétitions équestres (CSO, CCE ou dressage) supérieur ou égal à 110 le sont également. Des attributions particulières sont données aux juments situées dans des pays ou des départements ou territoires d’outre mer n'ayant pas accès aux indices de compétition.
La Grande semaine de Fontainebleau est une étape importante dans le processus de sélection des SF. Cette compétition de saut d'obstacles accueille plus d'un millier de jeunes chevaux âgés de 4 à 7 ans, qui se voient décerner des mentions selon leurs performances : Très bon, excellent ou élite. La compétition attire de nombreux marchands de chevaux depuis toute l'Europe, désireux d'acquérir un cheval de Grand Prix.

## Diffusion de l'élevage
Le selle français est considéré comme une race transfrontalière à diffusion internationale, sur laquelle ne pèse aucune menace d'extinction (2010). L'élevage est réparti sur l'ensemble du territoire français, ainsi que dans plusieurs autres pays. En effet, l'utilisation de l'insémination artificielle joue un rôle important dans la diffusion du selle français.

### En France

Logo de l'Association nationale du selle français.

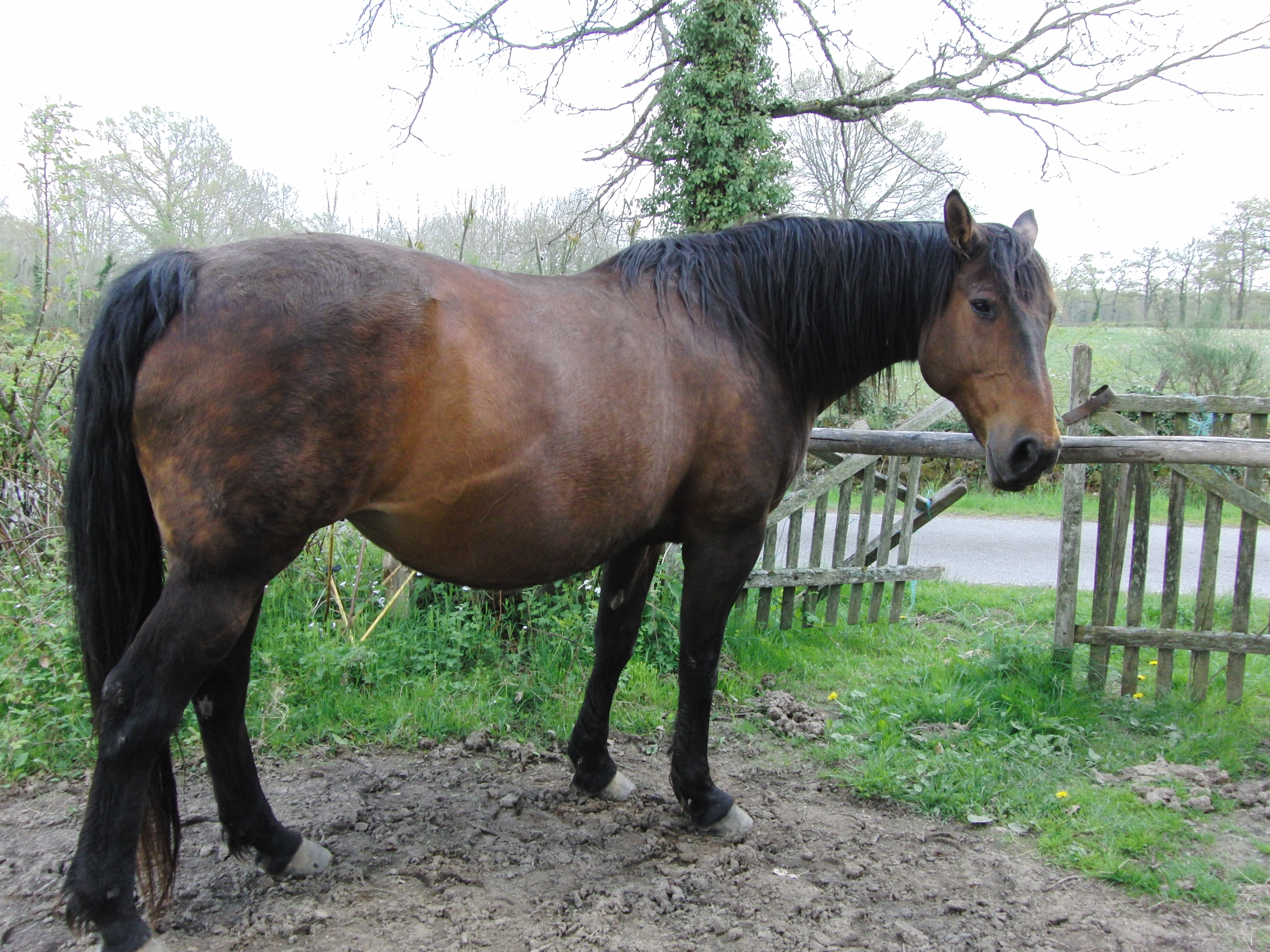
Jument selle français gestante.

La race est gérée par l'ANSF (Association nationale du selle français), association à but non lucratif agréée officiellement le 8 juillet 2003. Elle assure un rôle de représentation auprès des intervenants et interlocuteurs du monde équin ainsi que du public, et veille à l'orientation, la sélection et l'amélioration génétique du selle français.
L'élevage de selle français est très présent en Normandie du fait des souches normandes liées à ses origines. On dénombre 7 722 élevages de selle français en activité en France en 2009. La très grande majorité des éleveurs, soit environ 77 %, ne possède qu'une seule poulinière.
En 2008, on recense 7 638 naissances selle français, soit 57 % du total des naissances des races françaises de chevaux de selle. En 2009, 13 573 juments SF ont été saillies et 11 830 juments ont été saillies pour produire en selle français. On compte également 505 étalons SF en activité cette même année.
| Année                           | 1976 | 1980 | 1990 | 1995  | 2000 | 2005 | 2006 | 2007 | 2008 |
| ------------------------------- | ---- | ---- | ---- | ----- | ---- | ---- | ---- | ---- | ---- |
| Nombre de naissances en France. | 6559 | 6014 | 9610 | 10732 | 8860 | 9137 | 7850 | 7765 | 7638 |

### Dans le reste du monde
Les chevaux selle français sont exportés dans le monde entier. Ils alimentent régulièrement les différents registres généalogiques (stud-books) européens, comme Cor de la Bryère pour le Holsteiner, Almé pour le Zangersheide, Furioso pour le Oldenbourg ou encore Quidam de Revel au Danemark.
L'ANSF possède également des annexes dans plusieurs pays. C'est ainsi le cas au Royaume-Uni avec Equicours, qui a permis l'ouverture d'un registre généalogique (stud-book) britannique du selle français. Il en est de même aux États-Unis, où l'ANSF-US gère le registre généalogique (stud-book) du selle français nord-américain et assure sa promotion. Le Brésil, l'Argentine et le Maroc ont pour leur part des antennes du registre généalogique (stud-book) français sous convention.

## Utilisations
Le selle français est un cheval de sport,. Il est aujourd'hui reconnu comme l'un des meilleurs chevaux au monde de saut d'obstacles et de concours complet,. Il est majoritairement sélectionné sur ses aptitudes au saut d'obstacles. Les parcours de saut d'obstacles sont de plus en plus techniques et les chevaux doivent être de plus en plus vifs et réactifs tout en conservant leur puissance. Lorsqu'il est près du sang, il est aussi très compétitif en concours complet. Sa vitesse et sa vigueur, héritées du Pur Sang, lui permettent d'assurer tout au long des trois épreuves imposées par la discipline. Grâce à ces qualités, le selle français fait partie des équipes internationales de saut d'obstacles et de concours complet, en France et à l'étranger.
En dressage, le selle français gravit progressivement les échelons. Ne manquant pas de qualités pour la discipline, il doit cependant faire face à la rude concurrence des chevaux d'Europe du Nord, qui ont généralement plus d'amplitude dans leurs allures. De plus, les français orientent leurs chevaux plus naturellement vers le saut d'obstacles, discipline plus populaire et plus rapidement rentable, ce qui prive parfois le circuit dressage de bons chevaux.
Au sein de l'Institut français du cheval et de l'équitation, l'École nationale d'équitation et le Cadre noir utilisent une cavalerie majoritairement composée de chevaux selle français. Valorisés en compétition jeunes chevaux en fonction de leurs qualités et aptitudes, ils assurent dans un second temps la formation des élèves de l’école ou poursuivent vers le haut niveau. Les chevaux participant aux représentations du Cadre noir sont choisis dès l’âge de trois ans et orientés en fonction de leurs aptitudes.
Le selle français est également un excellent cheval d'attelage, de voltige et de TREC, disciplines dans lesquelles le selle français est présent sur la scène internationale. De par sa gentillesse et sa polyvalence, il constitue également une grande partie de la cavalerie des centres équestres.
Il existe également une production de chevaux selle français de courses. Des produits de croisements nés de chevaux Pur-sang ou anglo-arabe sont recherchés pour participer aux compétitions de courses hippiques d'obstacles. Ils entrent alors dans la catégorie AQPS (« Autre Que Pur Sang »). Ce sont les héritiers des anciens demi-sang galopeurs. Longilignes, avec des allures rasantes, ils sont près du sang, ce qui leur garantit un bon influx nerveux.

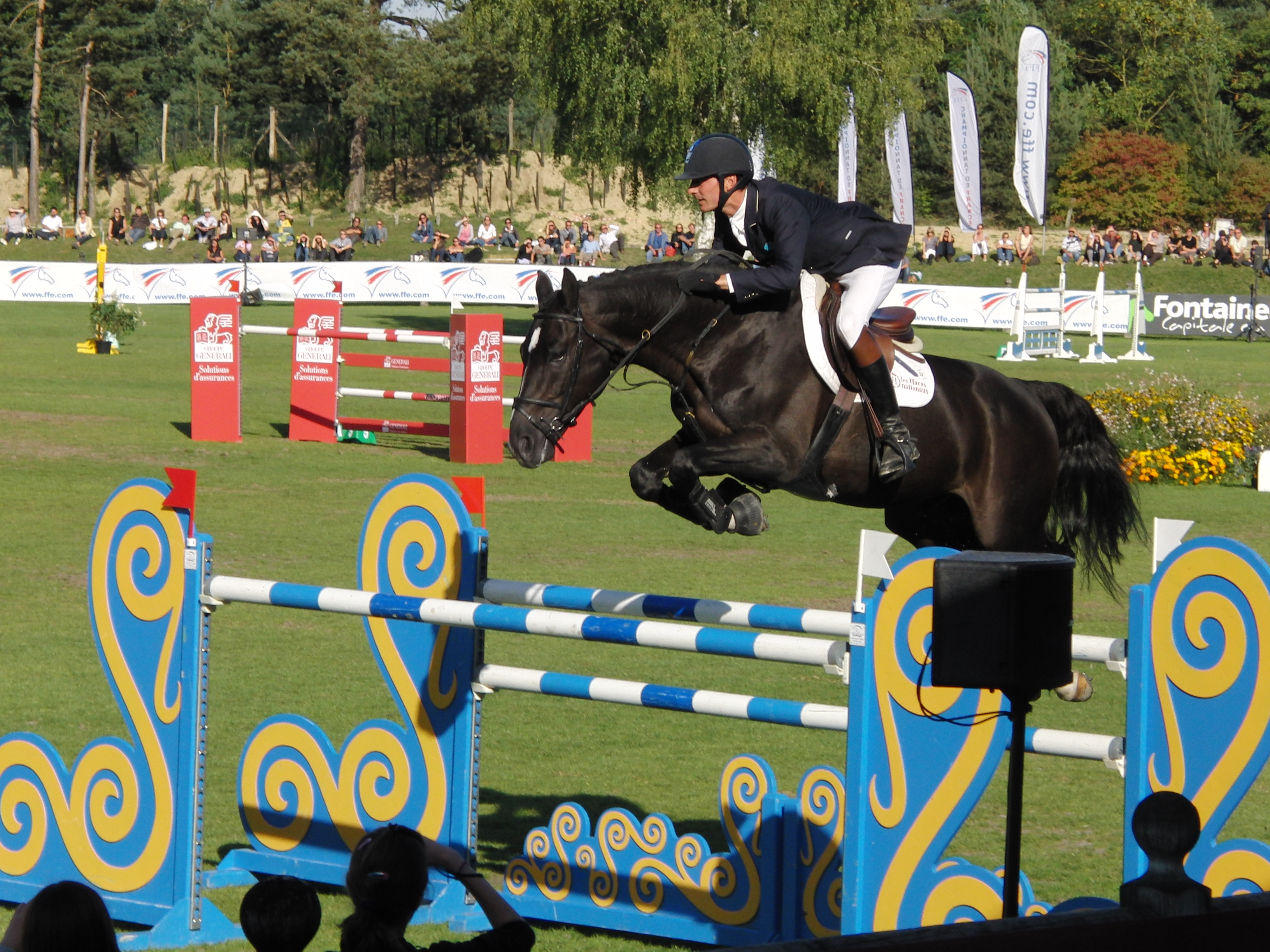
Selle français en saut d'obstacles.
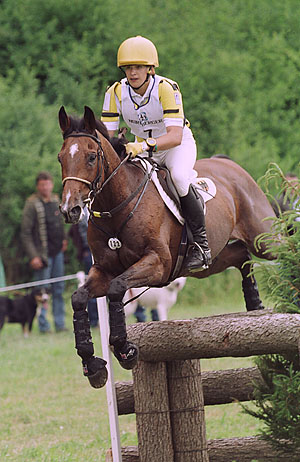
Selle français en concours complet.
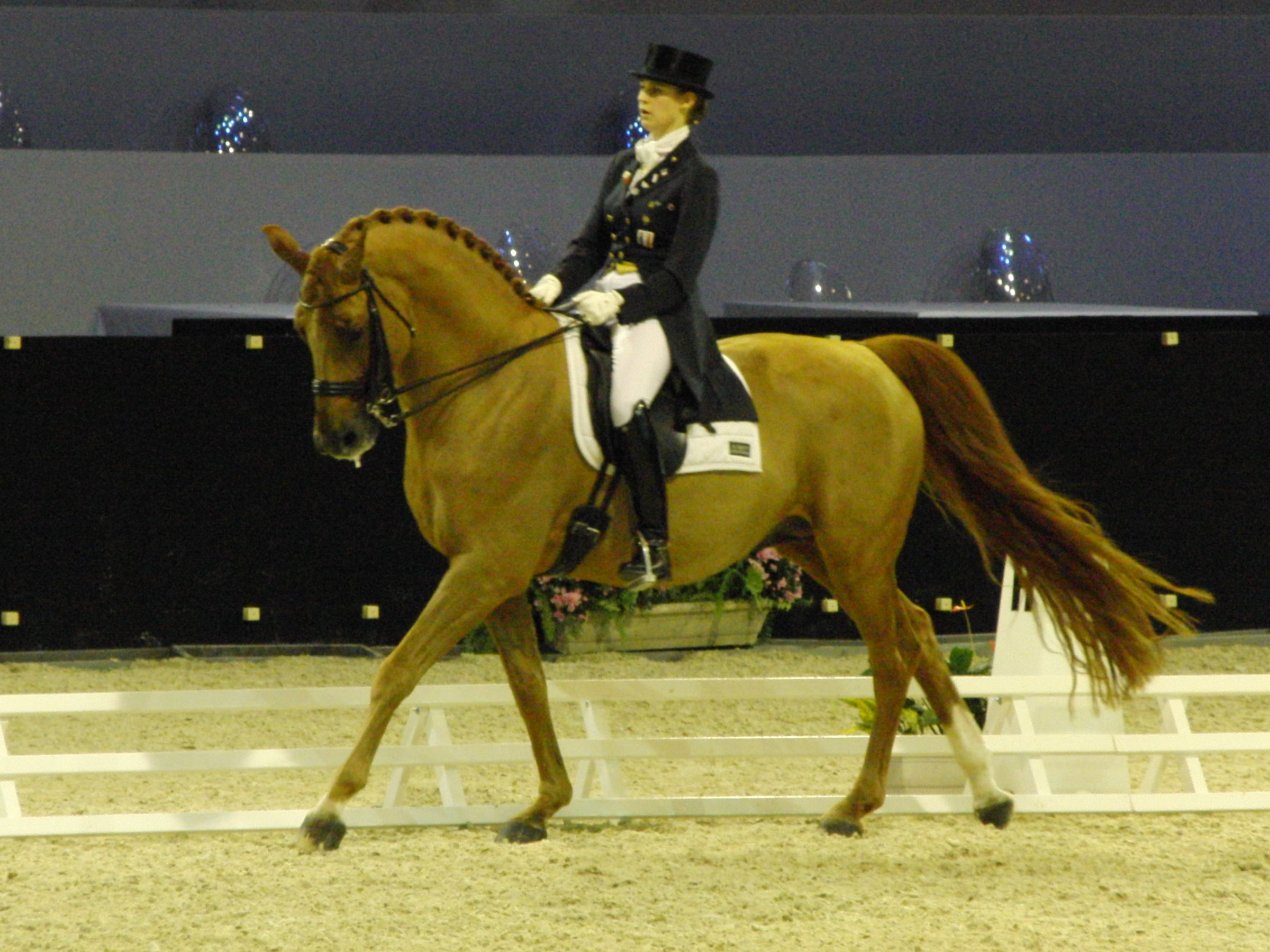
Selle français en concours de dressage.
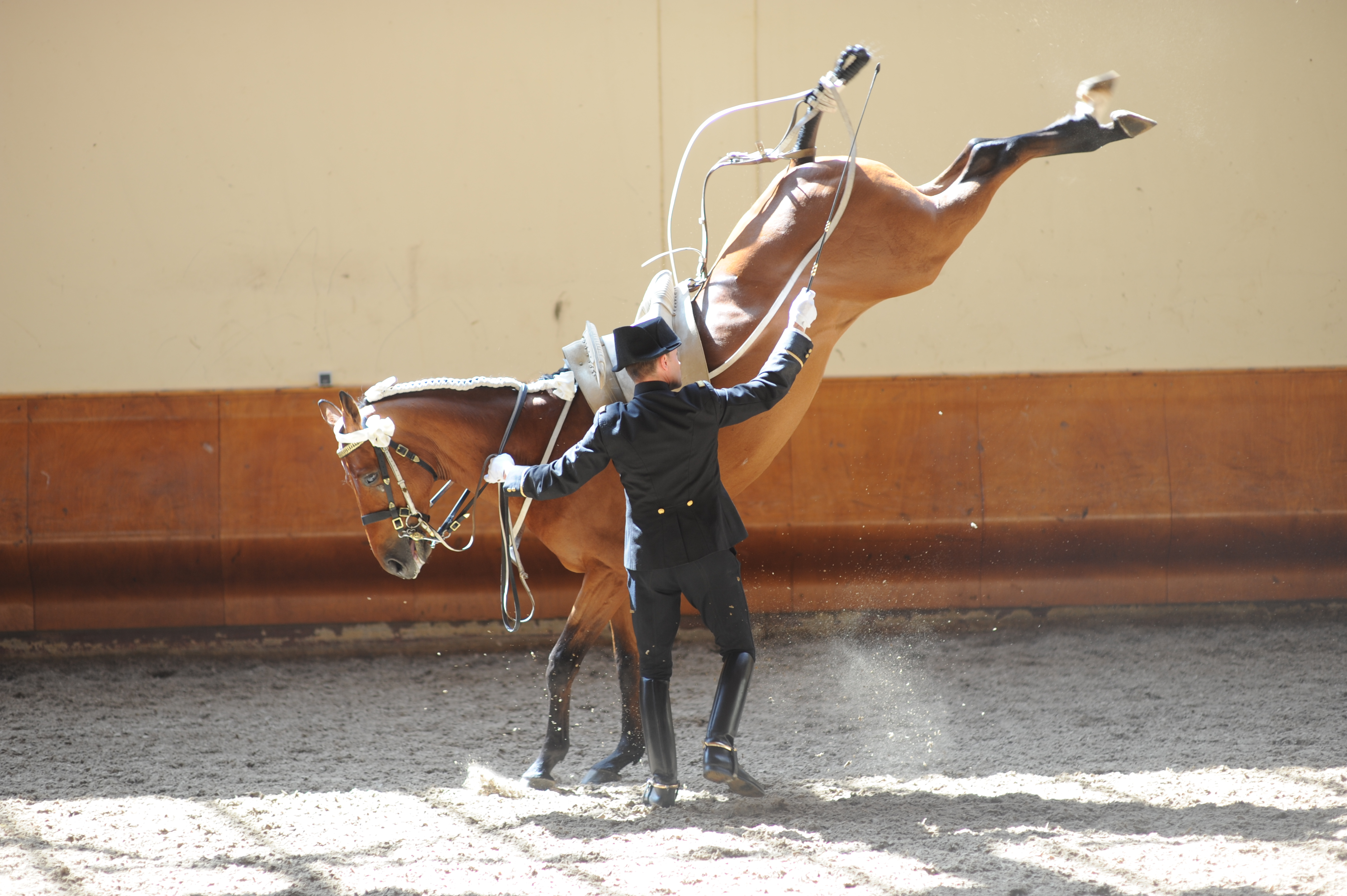
Le Cadre noir utilise une majorité de chevaux selle français.

## Chevaux selle français renommés

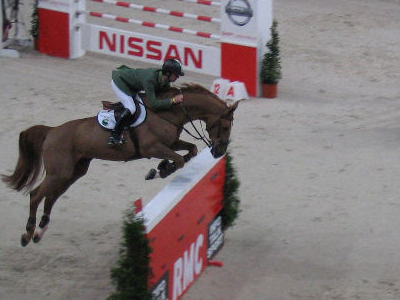
Baloubet du Rouet et Rodrigo Pessoa.

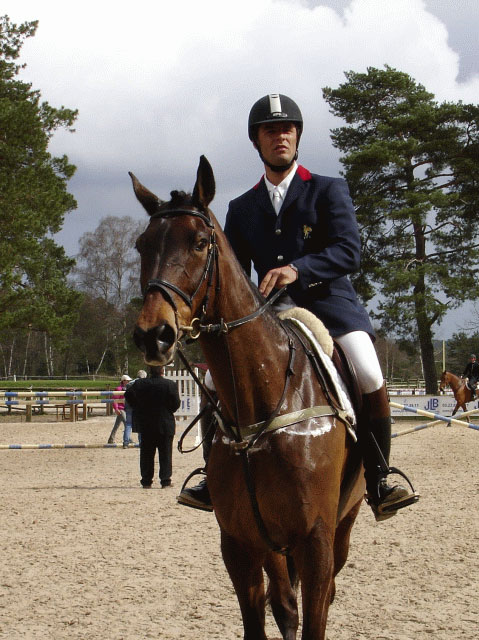
Fine Merveille et Cédric Lyard.

De nombreux chevaux selle français s'illustrent chaque année sur tous les terrains internationaux et dans de nombreuses disciplines. Certains ont particulièrement marqué l'histoire des sports équestres sous la selle de cavaliers français et étrangers.
Galoubet A (1972-2005), médaille d'or par équipe aux championnats du monde de 1982 monté par Gilles Bertrán de Balanda, est un étalon qui a brillé tant par sa carrière sportive que par la qualité de sa production. Il est ainsi le père de Baloubet du Rouet, né en 1989, champion olympique aux Jeux olympiques d'Athènes de 2004 et triple vainqueur de la Coupe du Monde sous la selle de Rodrigo Pessoa.
Flambeau C, né en 1971, est devenu l'un des piliers de l'équipe de France de CSO des années 1980 sous la selle de Frédéric Cottier et a participé notamment aux Jeux olympiques de 1984 à Los Angeles, où il termine 7e en individuel, et aux Jeux olympiques de 1988 à Séoul, où il remporte la médaille de bronze par équipe.
Les années 1980 sont également marquées par l'incroyable parcours de Jappeloup (1975-1991), petit cheval noir au physique atypique et aux allures peu avantageuses,. Doté d'un coup de saut impressionnant, il a remporté deux titres de champion de France en 1982 et 1986, un titre de champion d'Europe en 1987, plusieurs médailles par équipe aux championnats d'Europe et du Monde, et une médaille d'or aux Jeux olympiques d'été de 1988 à Séoul avec son cavalier Pierre Durand,.

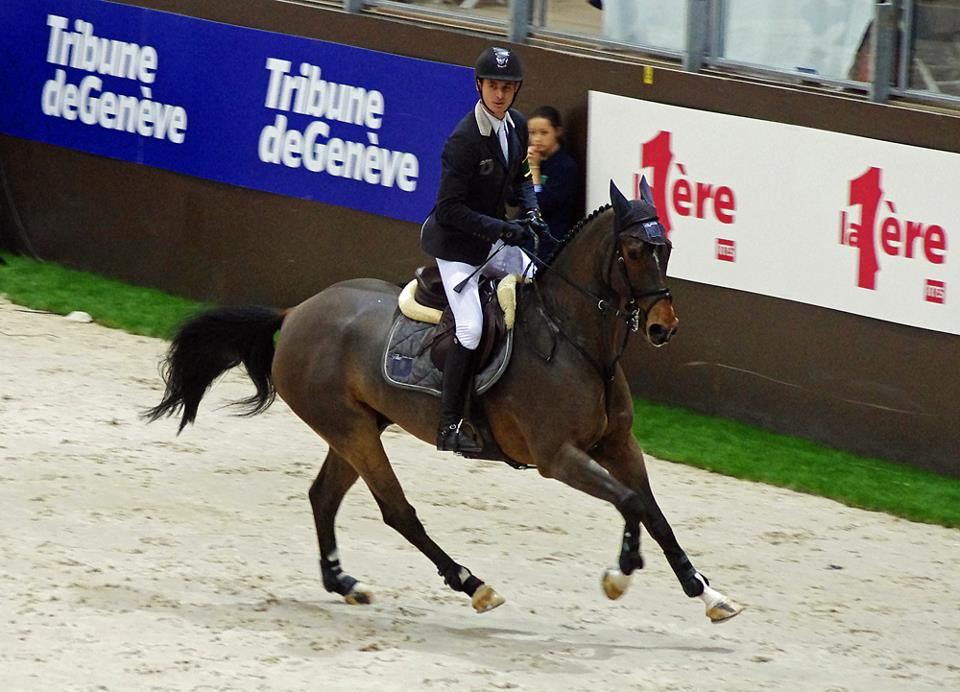
Steve Guerdat et Nino des Buissonnets, lors du Grand Prix Coupe du Monde du CHI-5* de Genève (décembre 2012).

Dans les années 1990, plusieurs chevaux selle français s'illustrent dans les compétitions internationales : Quidam de Revel, né en 1982, médaille de bronze par équipe aux Jeux olympiques d'été de 1992 à Barcelone, sous la selle d'Hervé Godignon ; Quito de Baussy, né en 1982, champion du monde, champion d'Europe, médaille de bronze par équipe aux Jeux olympiques d'été de 1992 à Barcelone sous la selle d'Éric Navet, et Rochet Rouge (1983-2008), champion d'Europe en 1999 à Hickstead et médaillé de Bronze aux Jeux olympiques d'été de 1996 à Atlanta en individuel avec Alexandra Ledermann.
Depuis les années 2000, les chevaux selle français sont parmi les leaders mondiaux tant en CSO qu’en CCE. Quatre étalons selle français, Crocus Graverie, Dollar de la Pierre, Dollar du Mûrier et Diamant de Semilly, sont ainsi champions du monde de saut d'obstacles en 2002 à Jerez de la Frontera. Les années 2010 sont marquées par les succès de Mic Mac du Tillard, Quickly de Kreisker ou encore Ryan des Hayettes. En concours complet, l’équipe championne olympique en CCE à Athènes en 2004 était, elle aussi, uniquement composée de chevaux selle français : Espoir De La Mare, Galan de Sauvagère, Expo du Moulin et Fine Merveille.
Dans les autres disciplines, Farceur Brécéen*HN est Champion d'Europe 2003 en voltige, et Galant du Centaure*HN est Champion du Monde en TREC cette même année.
Plus récemment, le selle français s'illustre aussi sous couleurs étrangères. Ainsi aux Jeux Olympiques de 2012 à Londres, la cavalier suisse Steve Guerdat décroche la médaille d'or individuelle en saut d'obstacles en montant le selle français Nino des Buissonnets. Et en concours complet, la cavalière allemande Sandra Auffarth devient championne du monde lors des jeux équestres mondiaux de 2014 avec le selle français Opgun Louvo, né en Normandie. Le cavalier autrichien Christian Rhomberg a gagné de très nombreuses places au classement international de saut d'obstacles en montant le hongre SF Saphyr des Lacs.
Le hongre de la Garde républicaine Vésuve de Brekka a été offert par Emmanuel Macron à son homologue chinois Xi Jinping en janvier 2018, geste que l'Élysée qualifie de « diplomatie du cheval inédite ».

#### Livre spécialisé dans le selle français
- Philippe Gérard, Le selle Français, Animalia, 2010, 61 p. (ISBN 978-2-915740-71-4).

#### Articles
- « Le selle francais », sur Cheval Magazine, 25 septembre 2000 (consulté le 30 décembre 2012)
- Amélie Tsaag Valren, « Le Selle français : une race gagnante (I) », Cheval Savoir, no 38,‎ décembre 2012 (lire en ligne)
- Amélie Tsaag Valren, « Le Selle français (II) 1958-2013 : de la mondialisation au retour des valeurs régionales », Cheval Savoir, no 39,‎ janvier 2013 (lire en ligne)
- Amélie Tsaag Valren, « Selle-français (III) L’évolution du stud-book », Cheval Savoir, no 40,‎ février 2013 (lire en ligne)
- [Lattach 2015] Fanny Lattach, « les défis du selle français », Cheval Magazine, no 526,‎ septembre 2015, p. 28-36

#### Thèses
- Roland Devolz, Le cheval de selle français, Lyon, Thèse de l'École nationale vétérinaire de Lyon, 1968, 96 p.
- Jean-Marc Dufosset, Le Cheval de selle français : origine, définition, morphologie et aptitude à l'obstacle, Paris, Thèse de l'École nationale vétérinaire de Maisons alfort, 1984, 156 p.
- Véronique Marquestaut Baudoin, Le Cheval de selle français : les indices génétiques appliqués à l'elevage, Lyon, Thèse de l'École nationale vétérinaire de Lyon, 2003, 152 p.

#### Livres généralistes
- Elwyn Hartley Edwards, Les chevaux, Éditions de Borée, 2006, 272 p. (ISBN 978-2-84494-449-8, lire en ligne), p. 72-73.
- Lætitia Bataille, Races équines de France, Paris, France Agricole Éditions, 2008, 286 p. (ISBN 978-2-85557-154-6, lire en ligne), p. 109-114.
- [Bataille et Tsaag Valren 2017] Lætitia Bataille et Amélie Tsaag Valren, Races équines de France, Paris, Éditions France Agricole, janvier 2017, 2e éd. (1re éd. 2008), 304 p. (ISBN 2-85557-481-1, OCLC 971243118, BNF 45194192).
- Collectif, Les races de chevaux et de poneys, Paris, Editions Artemis, 2006, 127 p. (ISBN 2-84416-338-6, lire en ligne), p. 64-65.
- Judith Draper (trad. de l'anglais), Le grand guide du cheval : les races, les aptitudes, les soins, Romagnat, Editions de Borée, 2006, 256 p. (ISBN 2-84494-420-5, lire en ligne), p. 44-45.
- Jacques Sevestre et Nicole Agathe Rosier, Le cheval, Paris, Larousse, 1994, 384 p. (ISBN 2-03-517118-0), p. 125-126.
- (en) Bonnie Lou Hendricks, International Encyclopedia of Horse Breeds, University of Oklahoma Press, 1995, 486 p. (ISBN 978-0-8061-2753-8, lire en ligne), p. 374-376.